# 阿穆斯科
阿穆斯科，是西班牙卡斯蒂利亚-莱昂帕伦西亚省的一个市镇。 总面积79平方公里，总人口539人（2001年），人口密度7人/平方公里。